# Edward Kilarski
Edward Kilarski (ur. 24 września 1902 w Brzozowie, zm. prawdop. 2 lub 3 kwietnia 1940 w Katyniu) – polski nauczyciel, działacz społeczny, porucznik rezerwy piechoty Wojska Polskiego, ofiara zbrodni katyńskiej.

## Życiorys

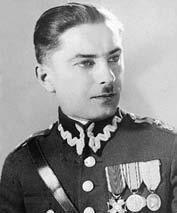
Edward Kilarski

Urodził się jako syn Wawrzyńca i Józefy, z domu Barańskiej. W rodzinnym Brzozowie uczęszczał do szkoły ludowej i przez trzy lata do gimnazjum państwowego.
U kresu I wojny światowej w czasie odzyskania przez Polskę niepodległości w listopadzie 1918 jako gimnazjalista-ochotnik wstąpił do Milicji Ludowej. Po kilku miesiącach kontynuował naukę szkolną. Podczas trwania wojny polsko-bolszewickiej ponownie ochotniczo zgłosił się do armii 15 lipca 1920 w Przemyślu, został wysłany na front i walczył w szeregach 5 kompanii 52 pułku piechoty Strzelców Kresowych do 1 grudnia 1920. Po powrocie z wojny i późniejszym zdemobilizowaniu oraz zwolnieniu z wojska, wobec niekorzystnych warunków ekonomicznych, wyjechał w rejon powiatu słonimskiego w ówczesnym województwie nowogródzkim II Rzeczypospolitej. Od 1 grudnia 1922 był nauczycielem w mieście Zdzięcioł. W 1925 zdał egzaminy do wykonywania tego zawodu, a w 1928 ukończył Państwowy Wyższy Kurs Nauczycielski przy Państwowym Instytucie Robót Ręcznych w Warszawie. Jego polem zainteresowań była szeroko rozumiana technika, ponadto amatorsko malował. Pracował jako nauczyciel w Nowogródku, później został kierownikiem szkoły. Był prezesem tamtejszego Związku Nauczycielstwa Polskiego Szkół Powszechnych, ponadto pełnił funkcję dyrektora kasy „Samopomoc” oraz był członkiem Macierzy Szkolnej i Związku Strzeleckiego.
W 1929 ukończył kurs przyspieszony w Szkole Podchorążych Rezerwy Piechoty przy Szkole Podoficerów Zawodowych Piechoty nr 8 w Grudziądzu. W 1930 został awansowany do stopnia podporucznika rezerwy ze starszeństwem z dniem 1 września 1929. Otrzymał przydział do 80 pułku piechoty w pobliskim Słonimiu. W tej jednostce latem 1931 odbył ćwiczenia w wymiarze 6 tygodni.
W 1934 odbył kurs dowódców kompanii strzeleckich w Szkole Podchorążych Rezerwy Piechoty w Zambrowie. W 1936 został awansowany do stopnia porucznika rezerwy. Następnie został delegowany do odbycia ćwiczeń wojskowych w 77 pułku piechoty, po czym przydzielony do 78 pułku piechoty stacjonującego w garnizonie Baranowicze, gdzie został mianowany na stanowisko dowódcy kompanii i w latach 1937, 1938 odbywał ćwiczenia wojskowe. Otrzymał odznaczenia w postaci medali pamiątkowych.
W sierpniu 1939, wobec zagrożenia konfliktem zbrojnym, został zmobilizowany, a po wybuchu II wojny światowej we wrześniu 1939 udał się na szlak wojenny. Podczas kampanii wrześniowej prawdopodobnie uczestniczył w działaniach wojennych na linii Mława – Różan, później po agresji ZSRR na Polskę w dniu 17 września 1939 wraz z wojskiem przekierowany na tereny wschodnie II RP, gdzie uczestniczył w starciach z wojskami sowieckimi. Aresztowany przez nich w okolicach Kanału Królewskiego, następnie był przetrzymywany w obozie w Kozielsku. W tym czasie jego rodzina w Nowogródku otrzymała od niego dwa listy. 2 kwietnia 1940 został zabrany do Katynia i przypuszczalnie 2 lub 3 kwietnia 1940 rozstrzelany przez funkcjonariuszy Obwodowego Zarządu NKWD w Smoleńsku oraz pracowników NKWD przybyłych z Moskwy na mocy decyzji Biura Politycznego KC WKP(b) z 5 marca 1940. W 1943 jego ciało zostało zidentyfikowane pod numerem 2121 w toku ekshumacji prowadzonych przez Niemców (przy zwłokach zostały znalezione pocztowa książeczka oszczędnościowa PKO, legitymacja członka Automobilklubu, lusterko kieszonkowe, grzebień, notes, cztery listy, w tym jeden nadesłany z Nowogródka z ul. Wojewódzkiej 22), gdzie został pochowany na terenie obecnego Polskiego Cmentarza Wojennego w Katyniu.
Od 1925 jego żoną była Sabina z domu Jaroszewska (1902–1965), nauczycielka języka rosyjskiego w sanockim liceum. Mieli dwoje dzieci: syna Zbigniewa (1929-2020) i córkę Halinę.

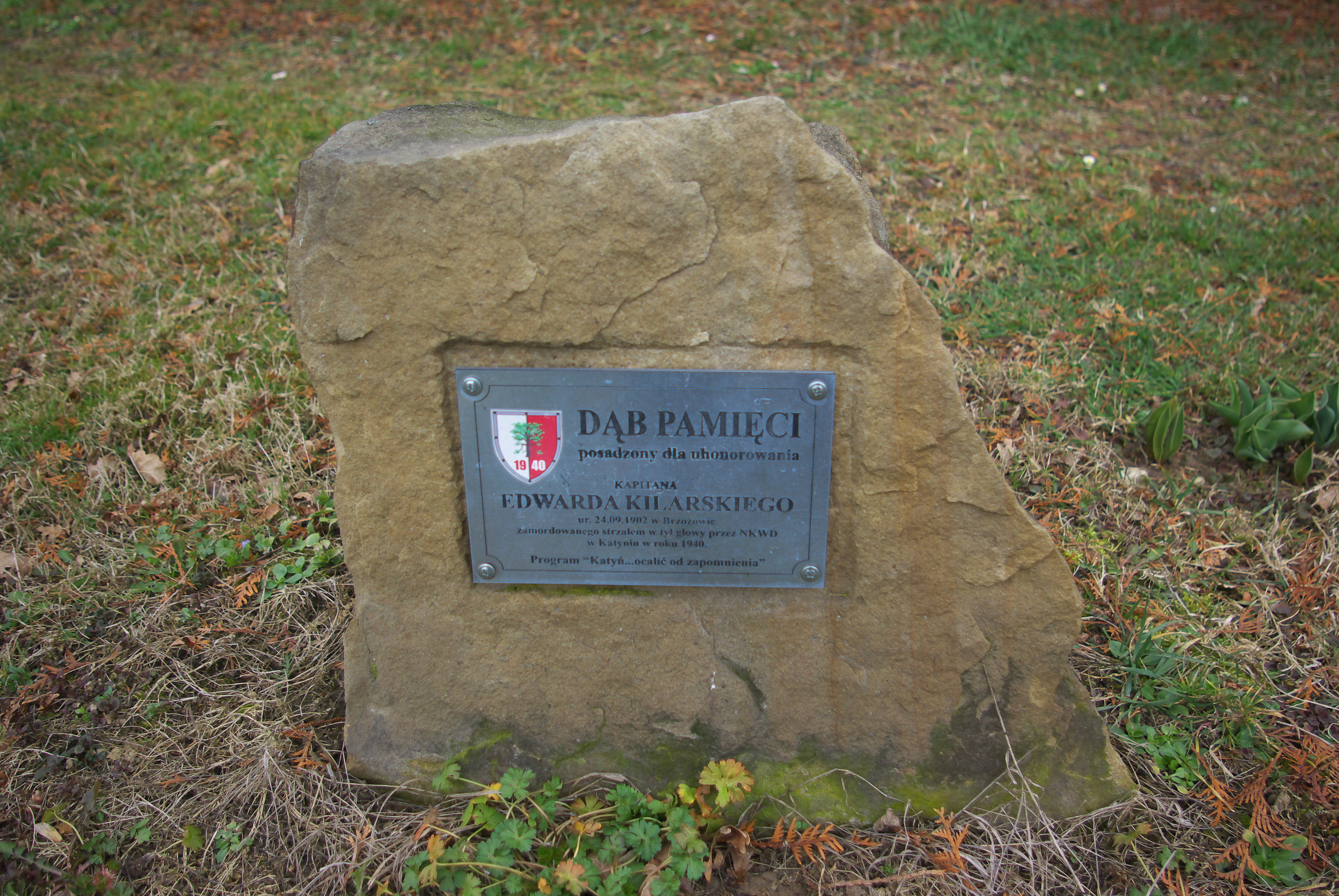
Kamień przy Dębie Pamięci honorującym Edwarda Kilarskiego w Brzozowie

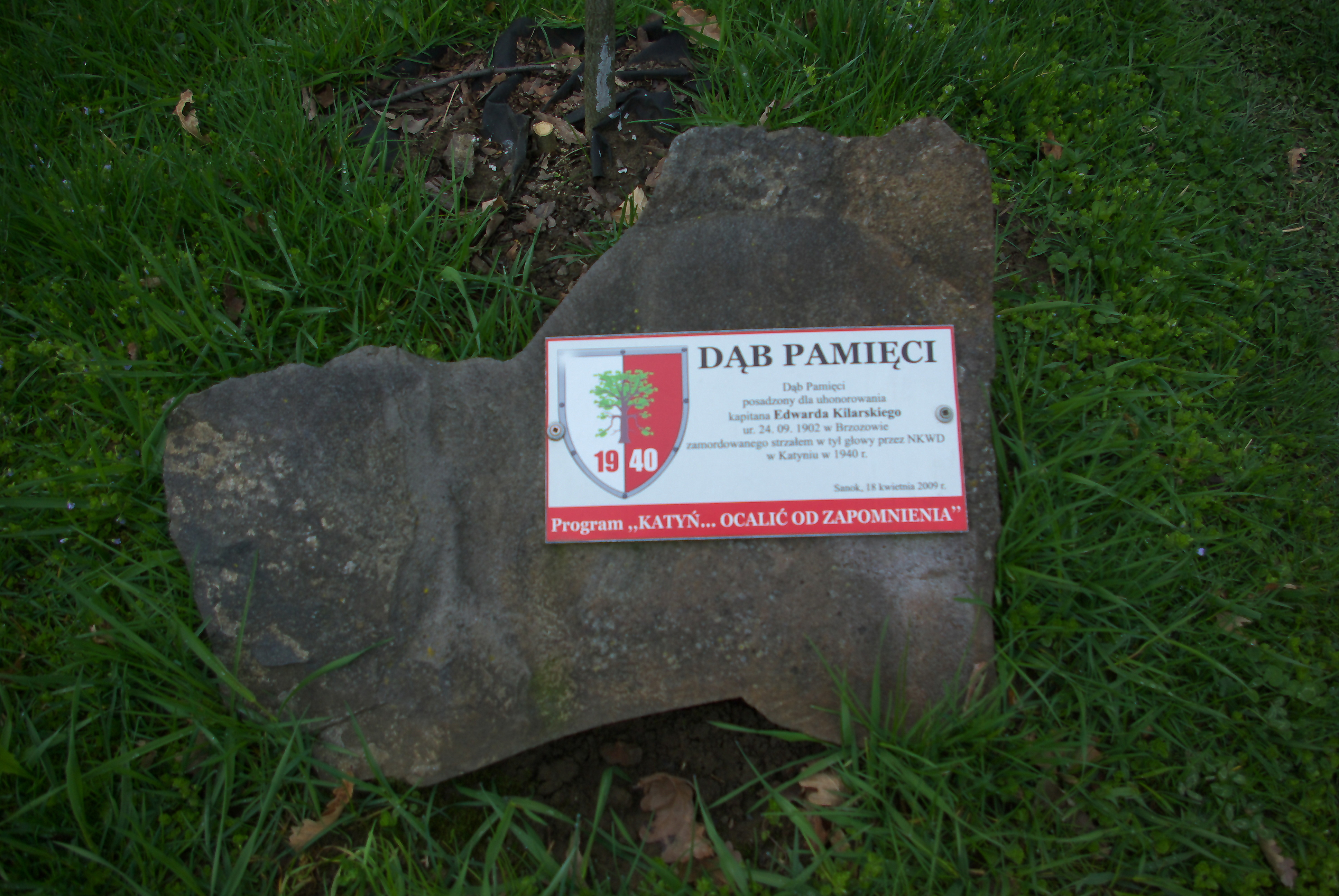
Kamień przy Dębie Pamięci honorującym Edwarda Kilarskiego w Sanoku

## Ordery i odznaczenia
- Srebrny Krzyż Zasługi (9 listopada 1931)[5]
- Brązowy Krzyż Zasługi
- Medal Pamiątkowy za Wojnę 1918–1921
- Medal Dziesięciolecia Odzyskanej Niepodległości

## Upamiętnienie
Nazwisko Edwarda Kilarskiego zostało wymienione wśród upamiętnionych ofiar II wojny światowej, ustanowionej 10 października 1976 w kościele Przemienienia Pańskiego w Brzozowie.
Edward Kilarski został upamiętniony na grobie swojej żony Sabiny Kilarskiej na Cmentarzu Centralnym w Sanoku.
W 2007 pośmiertnie został awansowany do stopnia kapitana.
18 kwietnia 2009, w ramach akcji „Katyń... pamiętamy” / „Katyń... Ocalić od zapomnienia”, w tzw. Alei Katyńskiej na Cmentarzu Centralnym w Sanoku zostało zasadzonych 21 Dębów Pamięci, w tym upamiętniający Edwarda Kilarskiego (zasadzenia dokonał Mieczysław Brekier, prezes koła Związku Sybiraków w Sanoku). Dąb Pamięci upamiętniający Edwarda Kilarskiego zasadzono także w rodzinnym Brzozowie przy Powiatowej Stacji Sanitarno-Epidemiologicznej w Brzozowie przy ulicy Moniuszki 17.